# Johann Kaspar Sieber

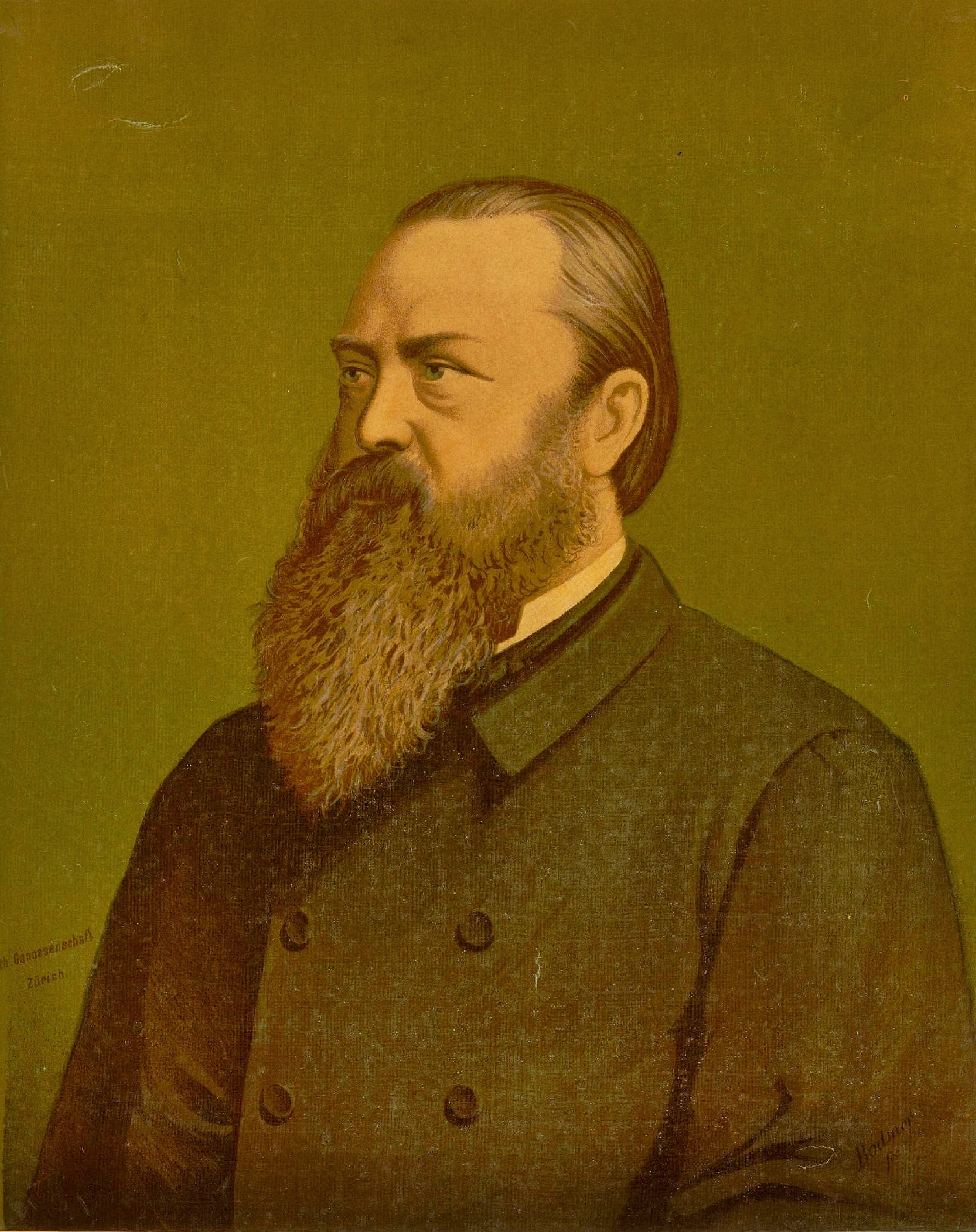
Johann Kaspar Sieber (1860)

Johann Kaspar Sieber (1821 - 1878), was een Zwitsers politicus.
Johann Kaspar Sieber was afkomstig uit Uster en was van beroep leraar aan een hogere school. Hij was een leidend liberaal en was lid van de Regeringsraad van het kanton Zürich.
Johann Kaspar Sieber was in 1871 en in 1875 voorzitter van de Regeringsraad van Zürich (dat wil zeggen regeringsleider van het kanton Zürich).